# Явірник (річка)
Явірник (пол. Jawornik) — річка в Польщі, у Цешинському повіті Сілезького воєводства. Ліва притока Вісли, (басейн Балтійського моря).

## Опис
Довжина річки приблизно 4,40 км, найкоротша відстань між витоком і гирлом — 4,00 км, коефіцієнт звивистості річки — 1,10 . Формується багатьма безіменними струмками і частково каналізована.

## Розташування
Бере початок біля Ранчо-пансіонат із навчання їзди верхи. Тече переважно на північний схід і у центрі міста Вісла впадає у річку Віслу.

## Цікаві факти
- Річка протікає територією Сілезьких Бескидів.
- Над річкою розташовано багато туристичних баз відпочинку.

## Галерея

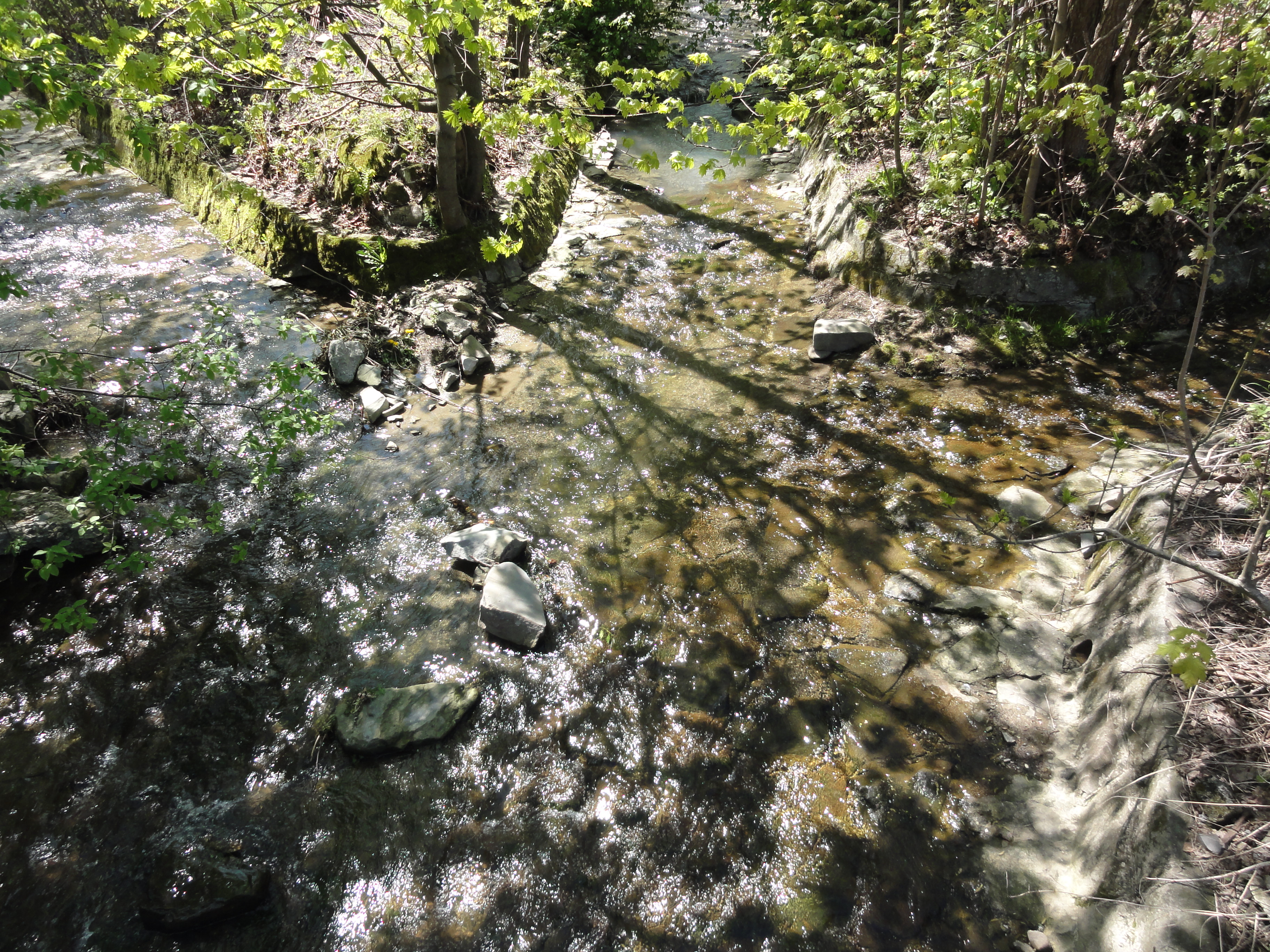